# Advocaat

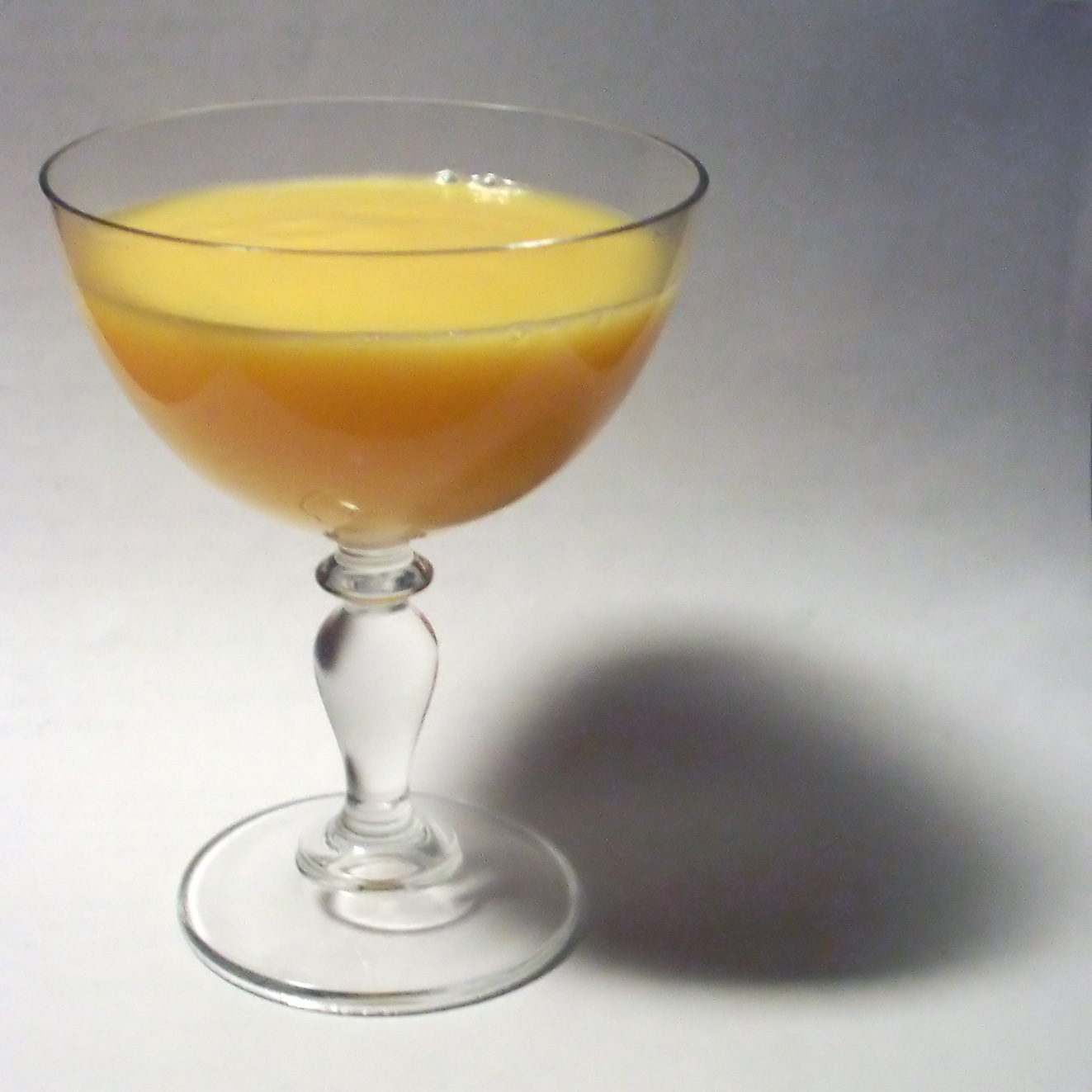
Advocaat

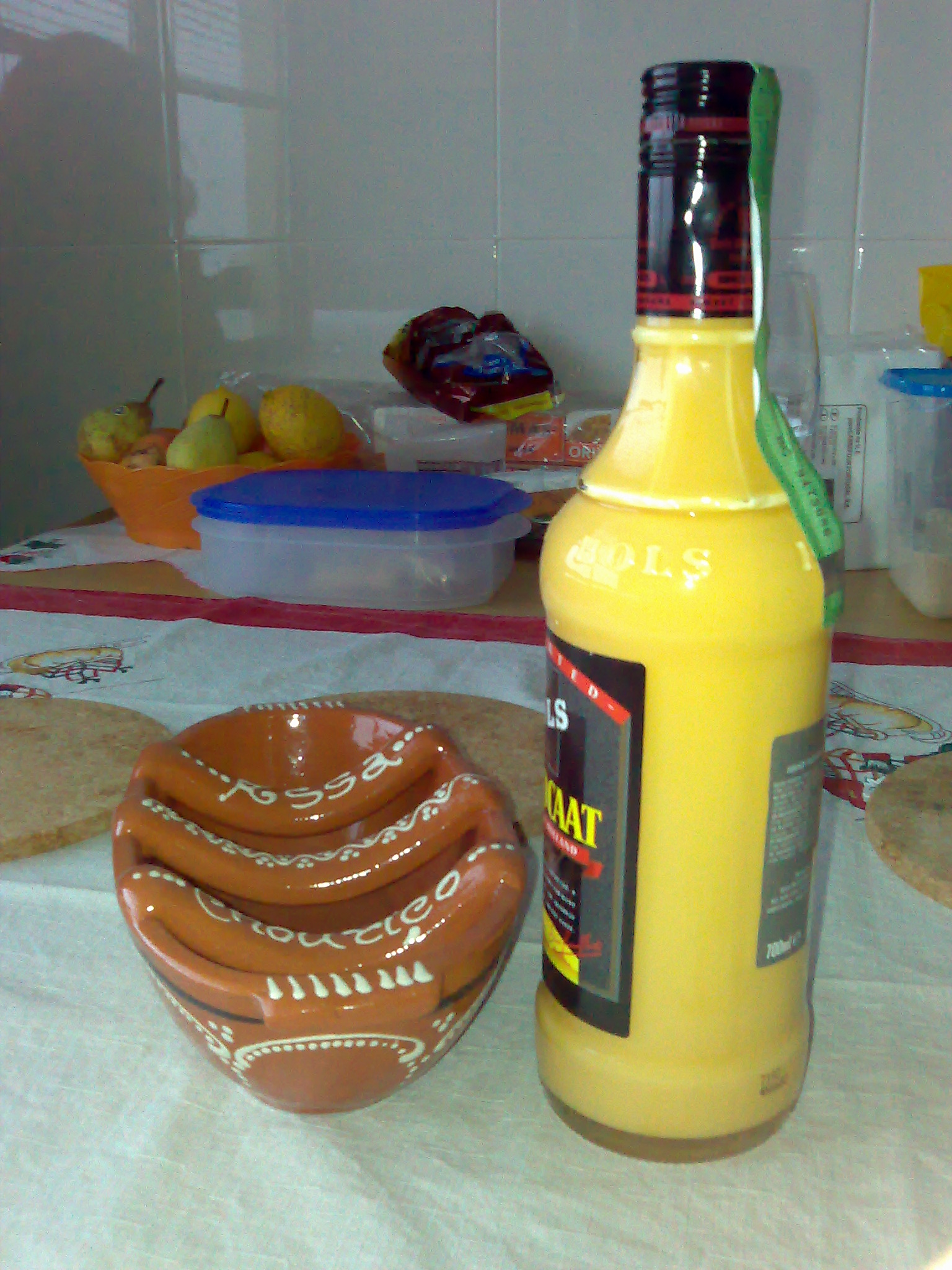
Advocaat

Advocaat [wym. adwokat], adwokat – holenderski likier o dużej lepkości, którego głównymi składnikami są jajka, cukier i brandy. Trunek został wynaleziony przez Holendra Eugena Verpoortena w Heinsbergu (dzisiejsza Nadrenia Północna-Westfalia). Produkowany z brandy o niskiej mocy (15-25%), cukru lub miodu, żółtek jaj, śmietany (lub skondensowanego mleka) oraz aromatu waniliowego. Najbardziej znanymi producentami advocaatu są Bols, DeKuyper i Verpoorten.

## Trunek
Sposób produkcji Advocaatu jest objęty tajemnicą handlową. Oryginalny Advocaat posiada „gładką” strukturę, która nie rozwarstwia się nawet przy długim przechowywaniu. Dobór składników powoduje, że nie posiada goryczki, nie jest przesadnie słodki, a pod słodyczą daje się wyczuć smak brandy. Zawartość alkoholu wynosi 17,5%.

## Ajerkoniak
Sposobem domowym można wyprodukować ajerkoniak (niem. Eier – jajka), kremowy napój alkoholowy sporządzony z żółtek jaj utartych z cukrem i spirytusem lub wódką. Dodatki wanilii, kakao, czekolady, czy mleczka kokosowego powodują uzyskanie określonego smaku.
W Polsce ajerkoniak potocznie nazywany jest jajecznikiem. Firma Polmos produkuje likier o nazwie „Adwokat”. Jest on wytwarzany ze spirytusu, jajek i cukru, i jest aromatyzowany waniliną.

## Pochodzenie nazwy
Według jednej z etymologii nazwa jest skrótem od holenderskiego wyrażenia advocaatenborrel (napój adwokatów). Podobno był to ulubiony napój holenderskich prawników, którzy odświeżali nim gardła zdarte długotrwałym przemawianiem w sądach. Według innej wersji nazwa pochodzi od jednego ze składników pierwotnej wersji advocaata, opracowanej w Surinamie i Recife – awokado.